# 赫烏利亞科查山 (利爾凱區)
13°08′17″S 74°45′42″W / 13.13806°S 74.76167°W
赫烏利亞科查山（Qiwllaqucha），是秘魯的山峰，位於該國中南部萬卡韋利卡大區，由安拉賴斯省的利爾凱區負責管轄，屬於安地斯山脈的一部分，海拔高度4,800米。